# 王强 (作曲家)
王强（1935年—），中国作曲家。

## 生平
1935年出生于山东省威海市乳山市午极镇樗树崖村，1955年加入中国共产党，1960年毕业于上海音乐学院，之后留校任教。2000年后居住在香港从事作曲工作。

## 作品
- 《等明天》，1962年，作曲
- 《宝葫芦的秘密 》，1963年，作曲
- 《曙光》，1979年，作曲
- 《雪花和栗子球》，1980年，作曲
- 《卖大饼的姑娘》，1981年，作曲